# Tomosvaryella congoana
Tomosvaryella congoana är en tvåvingeart som beskrevs av Hardy 1950. Tomosvaryella congoana ingår i släktet Tomosvaryella och familjen ögonflugor. Inga underarter finns listade i Catalogue of Life.